# Extreme Sports Channel Portugal
O Extreme Sports Channel é o primeiro e único canal de televisão do Mundo exclusivamente dedicado aos desportos de acção. Faz parte da plataforma digital da TV Cabo e está inserido no pacote Funtastic Life. Nasceu em Inglaterra e é dirigido a um mercado jovem urbano(15-30).
O Extreme Sports Channel foi lançado em Portugal no canal 24 da TV Cabo em fevereiro de 2006. A nível internacional é emitido em 10 línguas para cerca de 60 países, chegando a 20 milhões de lares na Europa, Médio Oriente e Norte de África. 
O canal exibiu programas como Genex Monkey Business e Experiência Extreme.